# Sénégal tại Thế vận hội
Sénégal đã liên tục gửi các vận động viên (VĐV) tới các kỳ Thế vận hội Mùa hè được tổ chức từ 1964. Không như nhiều quốc gia láng giềng, kể từ khi tuyên bố độc lập đến nay, Sénégal chưa từng bỏ lỡ một kỳ Thế vận hội Mùa hè nào. Amadou Dia Ba đã mang về tấm huy chương bạc 400 mét vượt rào (nam) năm 1988, cũng là tấm huy chương Olympic duy nhất của nước này tính tới thời điểm hiện tại. Tuy nhiên trước đó vào năm 1960, Abdoulaye Seye, thi đấu đại diện cho Pháp, giành huy chương đồng chạy 200 mét, chỉ hai tháng sau sự kiện Liên bang Mali độc lập vài ngày sau khi Sénégal ly khai khỏi liên bang này.
Sénégal thuộc số ít các nước vùng nhiệt đới từng tham gia Thế vận hội Mùa đông, với 5 lần góp mặt, lần đầu vào năm 1984, dù hiện nay vẫn chưa có huy chương nào. Lamine Guèye đại diện cho Sénégal các kỳ 1984, 1992 và 1994, trong khi các kỳ 2006 và 2010 là Leyti Seck.

## Bảng huy chương

### Huy chương tại các kỳ Thế vận hội Mùa hè
| Thế vận hội           | Số VĐV        | Vàng          | Bạc           | Đồng          | Tổng số       | Xếp thứ       |
| 1896–1960             | không tham dự | không tham dự | không tham dự | không tham dự | không tham dự | không tham dự |
| Tokyo 1964            | 12            | 0             | 0             | 0             | 0             | –             |
| Thành phố México 1968 | 21            | 0             | 0             | 0             | 0             | –             |
| München 1972          | 38            | 0             | 0             | 0             | 0             | –             |
| Montréal 1976         | 23            | 0             | 0             | 0             | 0             | –             |
| Moskva 1980           | 34            | 0             | 0             | 0             | 0             | –             |
| Los Angeles 1984      | 24            | 0             | 0             | 0             | 0             | –             |
| Seoul 1988            | 23            | 0             | 1             | 0             | 1             | 36            |
| Barcelona 1992        | 20            | 0             | 0             | 0             | 0             | –             |
| Atlanta 1996          | 11            | 0             | 0             | 0             | 0             | –             |
| Sydney 2000           | 26            | 0             | 0             | 0             | 0             | -             |
| Athens 2004           | 16            | 0             | 0             | 0             | 0             | –             |
| Bắc Kinh 2008         | 15            | 0             | 0             | 0             | 0             | -             |
| Luân Đôn 2012         | 32            | 0             | 0             | 0             | 0             | –             |
| Rio de Janeiro 2016   | 22            | 0             | 0             | 0             | 0             | –             |
| Tokyo 2020            | chưa diễn ra  |               |               |               |               |               |
| Tổng số               | Tổng số       | 0             | 1             | 0             | 1             | 127           |

### Huy chương tại các kỳ Thế vận hội Mùa đông
| Thế vận hội              | Số VĐV        | Vàng          | Bạc           | Đồng          | Tổng số       | Xếp thứ       |
| 1924–1980                | không tham dự | không tham dự | không tham dự | không tham dự | không tham dự | không tham dự |
| Sarajevo 1984            | 1             | 0             | 0             | 0             | 0             | –             |
| Calgary 1988             | không tham dự |               |               |               |               |               |
| Albertville 1992         | 2             | 0             | 0             | 0             | 0             | –             |
| Lillehammer 1994         | 1             | 0             | 0             | 0             | 0             | –             |
| Nagano 1998              | không tham dự |               |               |               |               |               |
| Thành phố Salt Lake 2002 | không tham dự |               |               |               |               |               |
| Torino 2006              | 1             | 0             | 0             | 0             | 0             | –             |
| Vancouver 2010           | 1             | 0             | 0             | 0             | 0             | –             |
| Sochi 2014               | không tham dự |               |               |               |               |               |
| Pyeongchang 2018         | không tham dự |               |               |               |               |               |
| Bắc Kinh 2022            | chưa diễn ra  |               |               |               |               |               |
| Tổng số                  | Tổng số       | 0             | 0             | 0             | 0             | –             |

### Huy chương theo môn
| Điền kinh | 0 | 1 | 0 | 1 | 84  |
| Tổng số   | 0 | 1 | 0 | 1 | 127 |

## Các VĐV giành huy chương
| Huy chương | Tên VĐV       | Thế vận hội | Môn thi đấu | Nội dung               |
| ---------- | ------------- | ----------- | ----------- | ---------------------- |
| Bạc        | Amadou Dia Ba | Seoul 1988  | Điền kinh   | 400 mét vượt rào (nam) |